# Imperata cylindrica
Imperata cylindrica är en gräsart som först beskrevs av Carl von Linné, och fick sitt nu gällande namn av Ernst Adolf Raeuschel. Imperata cylindrica ingår i släktet Imperata och familjen gräs. Inga underarter finns listade i Catalogue of Life.

## Bildgalleri

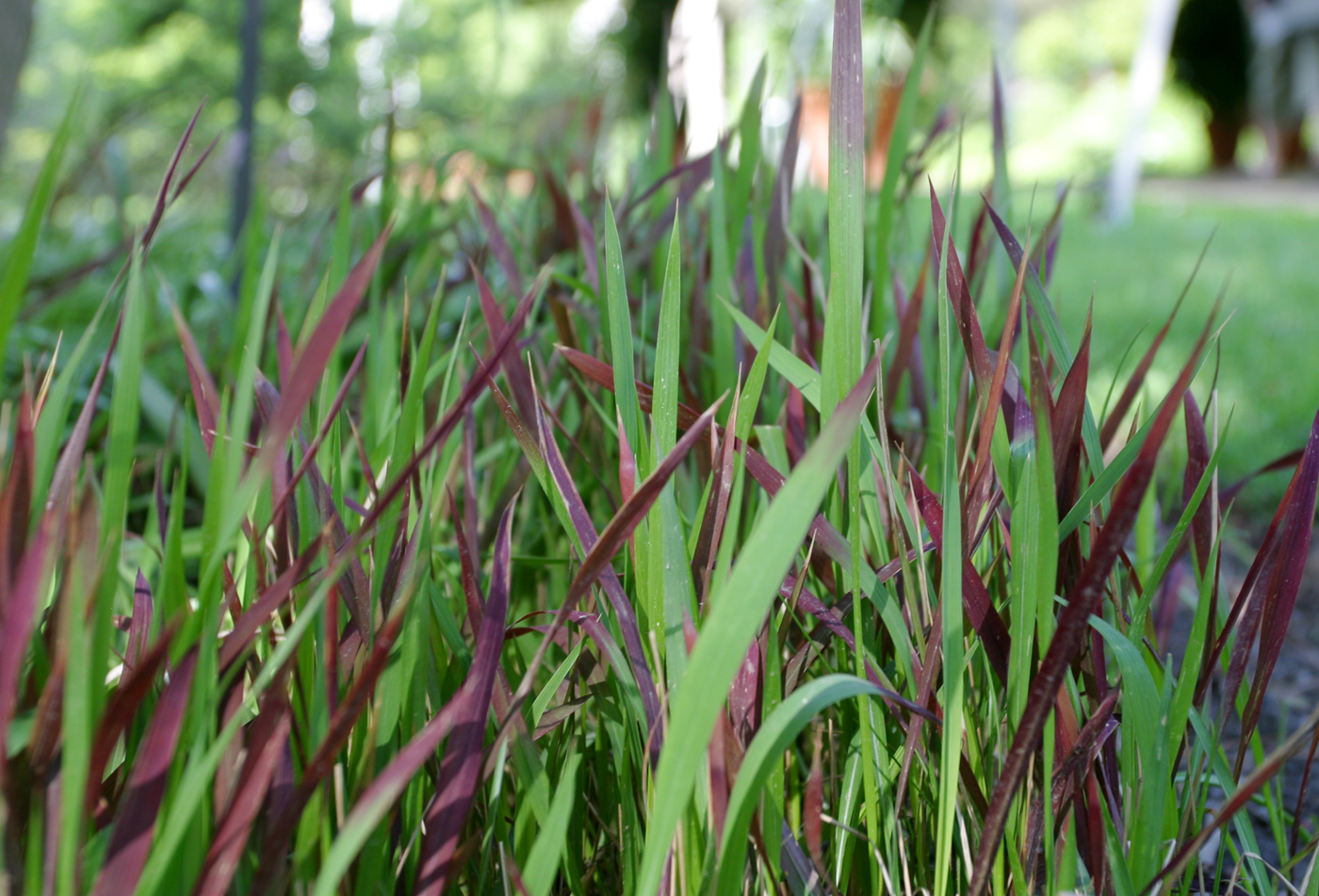
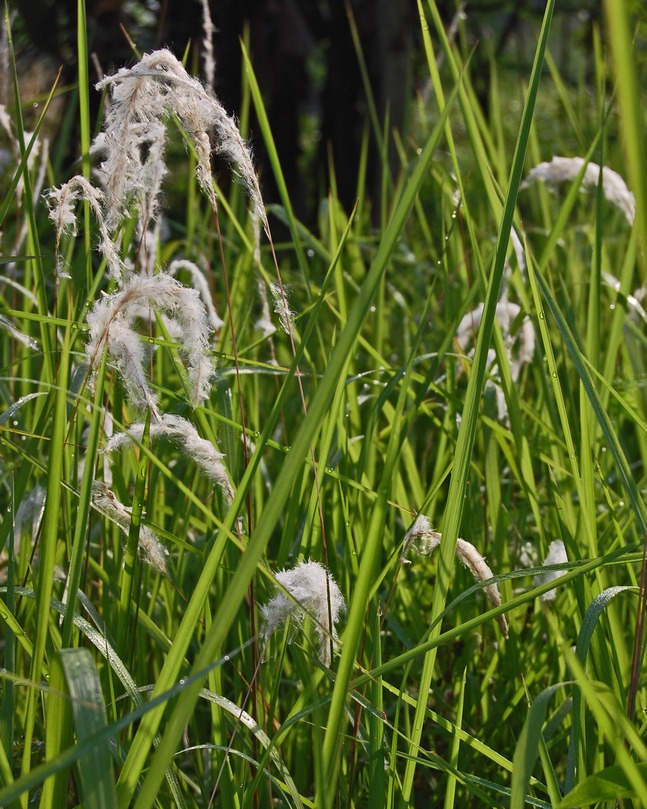
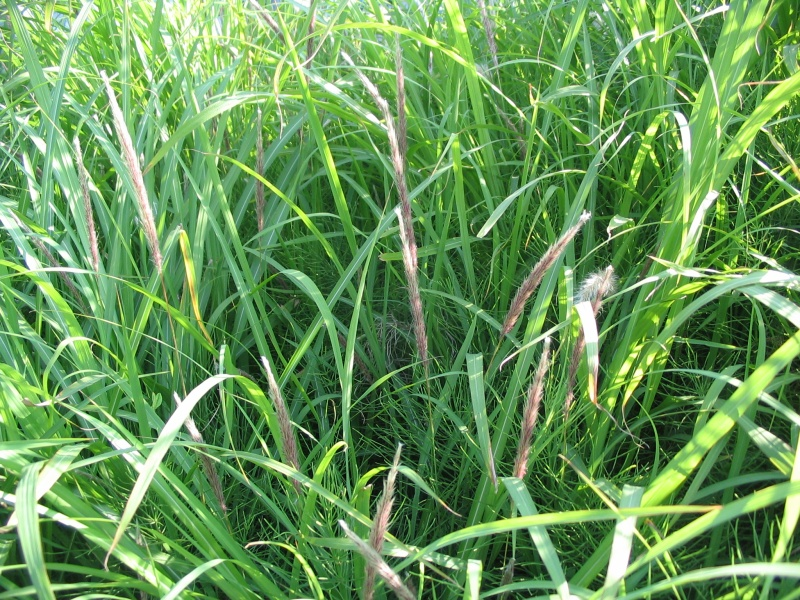
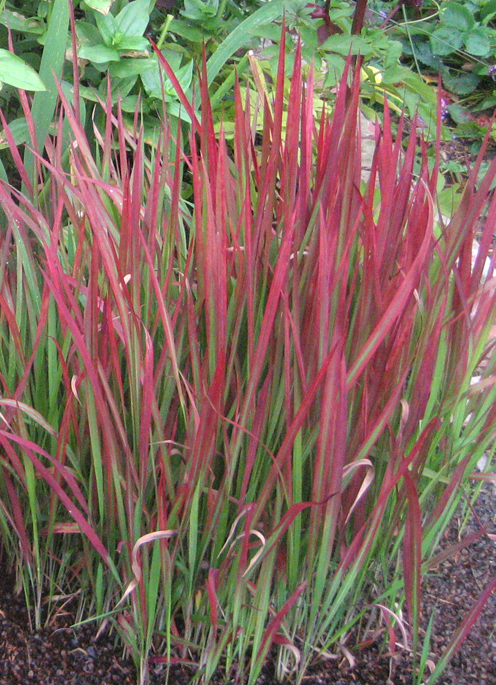
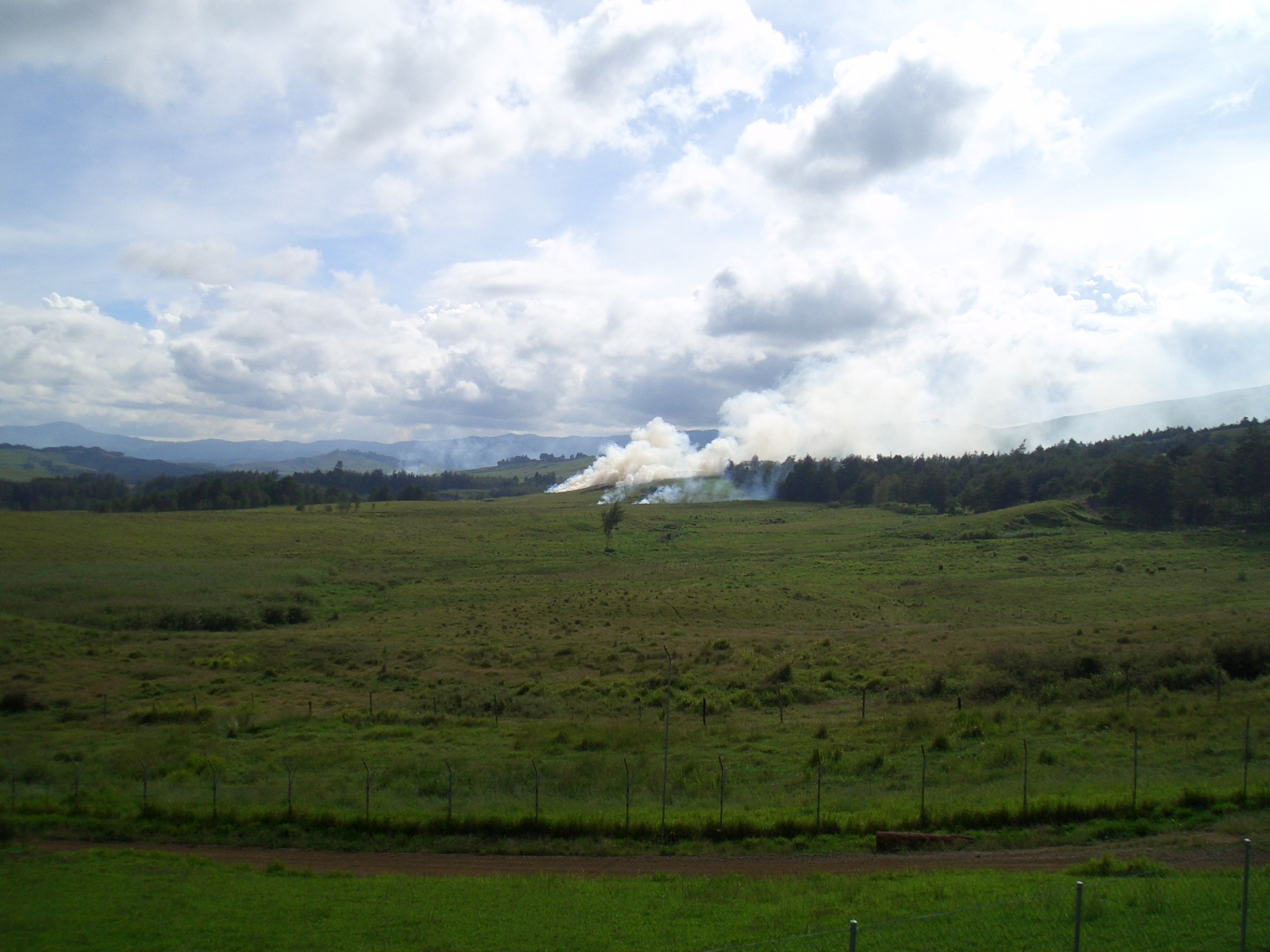
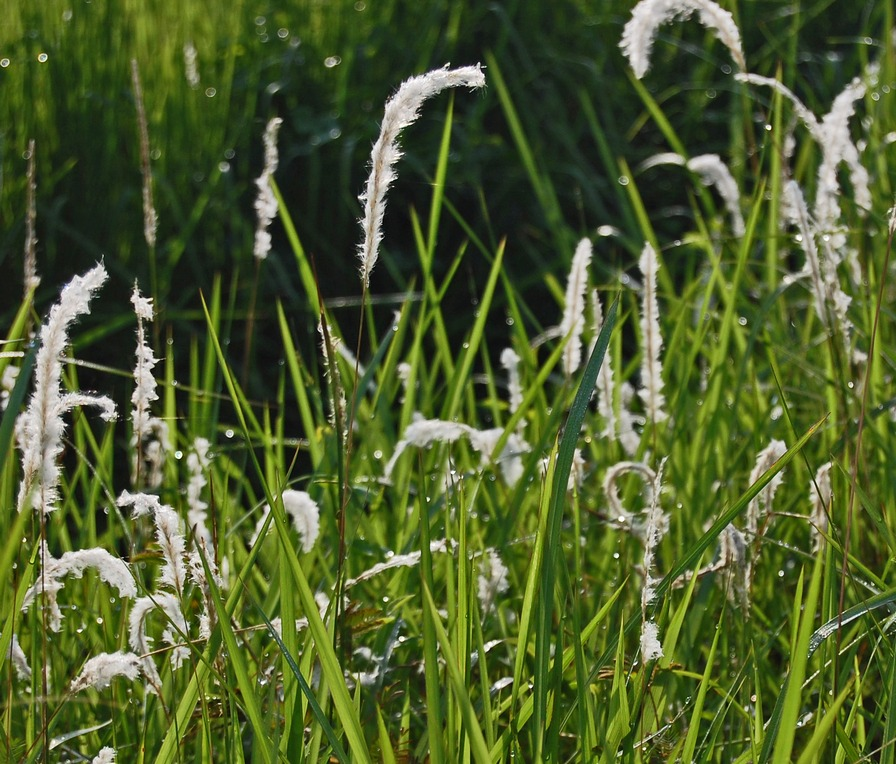